# Station Billy-Montigny
Station Billy-Montigny is een spoorwegstation in de Franse gemeente Billy-Montigny.

## Treindienst
| Serie | Treinsoort | Route                                               | Bijzonderheden |
| ----- | ---------- | --------------------------------------------------- | -------------- |
| C 41  | TER (SNCF) | Lille-Flandres – Libercourt – Billy-Montigny – Lens |                |
| P 42  | TER (SNCF) | Douai – Ostricourt – Billy-Montigny – Lens          |                |